# Pořadová příprava
Pořadová příprava je výcviková disciplína, ve které jsou cvičeni nejen vojáci, ale i příslušníci jiných uniformovaných složek (hasiči, policie), dříve i žáci. Cílem pořadové přípravy je naučit jednotlivce pohyb a postoje v organizované skupině podle povelů.
Pořadový krok je nacvičován v rámci pořadové přípravy i v armádě, policii a hasičstvu České republiky, obdobně jako v uniformovaných jednotkách jiných států.